# Григориј Бахчиванџи
Григориј Јаковлевич Бахчиванџи (рус. Григо́рий Я́ковлевич Бахчиванджи; Брињковскаја, 20. фебруар 1909 − Билимбај, 27. март 1943) био је совјетски пилот и инструктор летења, капетан по чину и Херој Совјетског Савеза. По етничкој припадности био је Гагауз.
У војну службу у Црвеној армији ступа током 1931, а већ наредне године постаје чланом КПСС. Године 1933. завршава авиотехничку школу, а потом наредне године и Оренбуршку пилотску академију. Почетком Другог светског рата 1941. добровољно се пријављује за одлазак на фронт где је као члан ратног ваздухопловства учествовао у одбрани Москве. Управљајући авионом МиГ-3 остварио је 65 бојних летова, учествовао је у 26 ваздушних битака. У августу 1941. добија чин капетана, након чега је пребачен у ваздухопловну базу у Свердловску где је учестовао у тестовима на бојном авиону БИ-1.
За исказано херојство на фронту 17. октобра 1942. додељен му је Орден Лењина. Погинуо је 27. марта 1943. током тестирања једног од модела ратних авиона, а прави узрок његове погибије дуго је држан у тајности. 
Одлуком Президијума Врховног совјета Совјетског Савеза од 28. априла 1973. капетану Григорију Бахчиванџију посмртно је додељено признање Хероја Совјетског Савеза.